# وزارت بهداشت جمهوری آذربایجان
وزارت بهداشت جمهوری آذربایجان (ترکی آذربایجانی: Azərbaycan Respublikasının Səhiyyə Nazirliyi) یک سازمان دولتی در ساختار کابینه جمهوری آذربایجان است، که مسئولیت تنظیم سیستم پزشکی در این کشور را بر عهده دارد. کفالت این نهاد دولتی را «تیمور موسی‌اف» عهده‌دار است.

## تاریخچه
وزارت بهداشت آذربایجان بر پایه فرمان شورای وزرای جمهوری خلق آذربایجان که سکان هدایت آن در دست فتحعلی‌خان خویسکی بود، در ۱۷ ژوئن سال ۱۹۱۸ تأسیس شد. اولین وزیر منصوب شده به این وزارتخانه خدادات‌بیگ رفیع‌بیگلی بود که در سال ۱۹۰۳ از دانشگاه خارکف دانش‌آموخته شده بود و از مجرب‌ترین جراحان روزگار خود در این کشور به حساب می‌آمد. وزارت شامل ۵ بخش از جمله قسمت بهداشت شهری، آمار مراقبت‌های پزشکی، معالجه، بهداشت و درمان روستایی و دفاتر دامپزشکی می‌باشد. در حالیکه مقامات، تمهیدات لازم نظیر بیمارستان‌ها، آزمایشگاه‌ها، انبارهای دارویی و تجهیزات پزشکی جدیدی را خریداری می‌کردند، خدمات درمانی به صورت رایگان به مردم ارائه می‌شد. در طول ۲۳ ماه عمر جمهوری دموکراتیک آذربایجان، ۳۳ بیمارستان در سرتاسر آذربایجان فعالیت داشت که هر کدام دارای ۱ پزشک، ۲ بهیار، ۱ متخصص زنان و یک پرستار مسئول تزریق واکسن بود. بنابر آمارها، هر ۷۵۰۰۰ شهروند فقط یک پزشک داشت. به دلیل این کمبود، در سال ۱۹۲۰ پارلمان آذربایجان طرحی را در خصوص تخصیص ۴۳٫۳۲۱٫۹۵۰ منات بودجه مالی برای ساخت ۳۵ مریضخانه و ۵۶ مطب پیراپزشکی به تصویب رساند.
در وهله حکومت شوروی بر آذربایجان، مریضخانه‌ها و داروخانه‌های جدیدی در این سرزمین ساخته شد. در سال‌های ۱۹۶۰ الی ۱۹۷۰ بود که قسمت پزشکی گسترش و رونق و بخش فوریت‌های پزشکی گشایش یافت. در حال حاضر وزارتخانه با اتکا بر آیین‌نامهای امضا شده توسط حیدر علی‌اف، رئیس‌جمهور وقت آذربایجان، به تاریخ ۱۹ دسامبر سال ۱۹۹۸، فعالیت دارد.

## اساسنامه
فرمانی که در تاریخ ۲۵ ماه مه سال ۲۰۰۶ به امضای الهام علی‌اف، رئیس جمهوری آذربایجان، رسید مسائلی نظیر ساختار و دیگر امور مربوط به وزارت بهداشت را پوشش می‌دهد. دیگر دو نظام‌نامه ای که در سال‌های ۱۹۹۸ و ۲۰۰۵ تأیید شده بودند به موجب تصویب این آخرین اساسنامه شماره ۴۱۳ باطل شدند. مطابق با این اساسنامه، ساختار وزارتخانه ارائه شد و تعداد هیئت رئیسه ۸۷ نفر تعیین شد.

## ساختار
وظایف اصلی وزارتخانه سازماندهی و تنظیم نظام بهداشت در کشور برای ارائه مراقبت‌های پزشکی کافی به مردم، تهیه و اجرای برنامه‌های مراقبت‌های بهداشتی دولتی، انجام فعالیتهایی برای بهبود خدمات عرضه شده توسط شرکتهای پزشکی در بخش‌های دولتی و خصوصی، تنظیم ایستگاه‌های بهداشتی- اپیدمیولوژی در کشور؛ تدوین برنامه‌های مربوط به وظایف والدین و خانواده، تهیه داروهای درمانی، محصولات ضدعفونی و ضدویروس برای بیمارستان‌ها، و تنظیم مقررات و تضمین توسعه شبکه‌های دفاتر داروخانه ها؛ تحقیق و توسعه ساخت تجهیزات پزشکی و پیشگیری از شیوع بیماری‌های خطرناک در کشور و غیره… است.